# Antonov An-10
Antonov An-10 (NATO oznaka: Cat) je bilo štirimotorno turbopropelersko potniško/transportno letalo, ki so ga zasnovali v Sovjetski zvezi pri biroju Antonov
Razvoj štirimotornega letala za lete dolge 500-2000 kilometrov se je začel leta 1955. Na razvoj letala je vplivala potniška verzija letala Antonov An-8 - t. i. Izdelije N. Antonov je potem razvil Izdelije U (U -Ukrajina), štirimotorno različico An-8 z večjimi dimenzijami in presekom trupa. Za pogon so izbirali med motorji Kuznecov NK-4 inj Ivčenko AI-20, izbrali so AI-20 kljub boljšim sposobnostim NK-4. Hoteli so namreč čim več ukrajinskih delov.
Prvič je poletel 7. marca 1957. Prototip je imel slabo direkcijsko stabilnost, zato so povečali vertikalni stabilizator in repni del. Leta 1957 so začeli s proizvodnjo v tovarni Zavod No.64 v Voronežu. Prva tri letala so imela NK-4 motorje zaradi pomanjkanja AI-20 motorjev. Letalo je bilo predstavljeno javnosti julija 1957, masovno proizvodnjo so odobrili po koncu testiranja junija 1959. Aeroflot je začel z operacijami leta 1959 na progi Moskva – Simferopol.

## Tehnične specifikacije (An-10A)
- Posadka: 5
- Kapaciteta: 100 potnikov
- Dolžina: 34 m (111 ft 6½.5 in)
- Razpon kril: 38 m (124 ft 8 in)
- Višina: 9,8 m (32 ft 1¾ in)
- Površina kril: 121,73 m2 (1310,3 ft2)
- Prazna teža: 29 800 kg (65 697 lb)
- Gros teža: 55 100 kg (121 473 lb)
- Motorji: 4 × Ivčenko AI-20 turboprop, 2 984 kW (4 000 KM) vsak
- Maks. hitrost: 715 km/h (444 mph)
- Potovalna hitrost: 600–660 km/h (373–410 mph)
- Dolet: 4075 km (2532 milj)
- Višina leta (servisna): 11 000 m (36 100 ft)